# Il sogno di Francesco
Il sogno di Francesco è un film del 2016 diretto da Renaud Fely e Arnaud Louvet.
Il film, di produzione franco-italo-belga, riporta le vicende biografiche di San Francesco d'Assisi, interpretato da Elio Germano, alle prese con la formulazione della sua regola e quindi la sua lotta per vedere affermato il suo sogno.
Il film è stato girato tra la Francia e l'Umbria, terra del santo di Assisi, con un cast quasi prevalentemente italiano.
Il tema principale del film è il confronto tra la divina ispirazione di Francesco e la praticità politica dell'amico fraterno Elia da Cortona riguardo alla travagliata stesura della regola francescana, focalizzandosi in particolar modo sul rapporto che frate Elia ha con il fondatore dell'ordine, ossia di fraterna e sincera amicizia, ma che entra in contrasto con la visione ideologica.
In Italia il film viene distribuito nei cinema a partire dal 1º ottobre 2016.

## Trama
Anno Domini: 1209. Francesco ha appena subito il rifiuto da parte del papa Innocenzo III di approvare la sua prima versione della regola voluta dal sempre più numeroso gruppo di fratelli che decidono di ispirarsi alla vita del poverello di Assisi. Il suo fraterno amico, Elia da Cortona, uno dei primissimi seguaci del santo, nonché suo grande amico, guida i rapporti tra la confraternita e il papato mentre Francesco cerca la divina ispirazione per trovare il giusto modo di accontentare tutti i fratelli che gli chiedono di essere meno intransigente ma combattendo con desiderio di non perdere e non soffocare il suo gioioso sogno di amore e di fede verso Dio e verso la povertà che ha deciso di sposare. Dovrà in cuor suo sostenere la lotta tra i suoi ideali e i compromessi necessari per non perdere le sue fraterne e più vicine amicizie ma soprattutto per non perdere il suo più ardente sogno di vita.

## Inesattezze storiche
La commissione di valutazione film della Conferenza Episcopale Italiana nota che la pellicola, nel porre l'accento sulla dialettica tra Francesco ed Elia, «si prende qualche libertà, tra queste una soprattutto significativa: succede quando Elia, rimasto solo a decidere se e quali modifiche apportare alla Regola, in un momento di particolare sconforto tenta il suicidio», episodio «del tutto inventato».